# Heimkehr (Rosamunde Pilcher)
Heimkehr ist der Titel eines Romans der englischen Autorin Rosamunde Pilcher.

## Daten
Der Roman (englisch Coming Home) erschien deutschsprachig erstmals 1995 unter der Lizenz des Rowohlt-Verlags beim Wunderlich-Verlag in Reinbek bei Hamburg (ISBN 3-8052-0559-7).
Die deutsche Übersetzung lieferte Ingrid Altrichter. Bereits im ersten Erscheinungsjahr wurden über 300.000 Exemplare gefertigt. 1996 kam eine ungekürzte Buchgemeinschafts-Lizenzausgabe bei Bertelsmann heraus und ein Jahr später bei Rowohlt selbst. 2003 folgte eine Taschenbuchausgabe im selben Verlag und ein Tonträger gelesen von Aglaia Szyszkowitz unter der Regie von Vera Teichmann.

## Inhalt
Die Handlung des Romans beginnt im Jahr 1935 und lässt von Beginn an die Stimmung des Empire in den Jahren vor dem Zweiten Weltkrieg mit zunehmenden Kriegsahnungen anklingen. Die Protagonistin, die zu der Zeit 14-jährige Judith Dunbar, lebt mit ihrer Mutter Molly und ihrer kleinen Schwester Jess in Cornwall, während der Vater, Bruce, in Singapur lebt. Die Mutter leidet unter der Trennung vom Ehemann und vermisst das warme, unbeschwerte Leben in Singapur, und so treffen sie und Bruce die Entscheidung, dass sie mit der jüngeren Tochter zurück nach Singapur geht, während Judith in England bleiben und eine klassische Schulbildung im Internat durchlaufen soll, dem Internat St. Ursula, und zukünftig ihre Ferien bei ihrer Tante, der Schwester ihres Vaters, verbringen wird. Eine Familienzusammenführung in Singapur ist erst für spätere Jahre, möglicherweise erst nach Judiths Schulabschluss vorgesehen. 
Judith lebt sich langsam in das Leben im Internat ein und lernt ihre gute Freundin Loveday Carey-Lewis kennen, diese lädt sie nach Nancherrow ein, dem Haus ihrer Eltern, um sie für ein Wochenende zu besuchen. Judith wird mit offenen Armen in der Familie empfangen und ist nun ein gern gesehener Gast. Wenige Wochen später stirbt ihre Tante und vererbt ihren Besitzt an Judith. Von nun an lebt sie in den Ferien glücklich bei den Carey-Lewis.
1939 lernt Judith Lovedays älteren Bruder Edward kennen, sie verliebt sich in ihn. Anfangs erwidert er ihre Gefühle, aber der Krieg steht kurz bevor und er hat keine ernsten Absichten. Der Krieg bricht aus. Das verletzt Judith sehr und sie entschließt sich, bei den Marinehilfskorps für Frauen ihren Kriegsdienst zu leisten. Edward stirbt im Krieg, der Freund von Loveday gilt als verschollen und Judiths Eltern gelten als vermisst. 1942 mitten im Krieg, trifft Judith Jeremy in London, einen Freund aus Nacherrow. Sie lieben sich, aber er muss am nächsten Tag wieder zur See, ein Wiedersehen ist ungewiss. Als der Krieg 1945 beendet ist und Judiths Schwester Jess gefunden ward, lebt diese bei Judith. Lovedays Freund kommt aus dem Krieg zurück, er hat die Gefangenschaft in Changi überlebt. Jeremy kommt auch in seine Heimat zurück.

## Verfilmung
Das Buch wurde 1998 verfilmt. Unter anderen spielen Keira Knightley und Emily Mortimer mit.